# August von Kaufmann
August Carl Heinrich von Kaufmann (* 5. Januar 1791 in Hannover; † 4. Mai 1846 in Medingen) war ein deutscher Verwaltungsjurist.

## Leben
August von Kaufmann war einer der Söhne des 1784 in den Reichsadelsstand erhobenen hannoverschen Hofrats Johann Friedrich von Kaufmann (1757–1833). Er studierte Rechtswissenschaften an der Universität Göttingen, wo er sich wie schon sein älterer Bruder dem Corps Hannovera Göttingen anschloss. Er wechselte nach der Gendarmen-Affäre im Herbst 1809 an die Universität Heidelberg, wo er zu den Mitstiftern des Corps Hannovera Heidelberg gehörte. Ende Oktober 1810 kehrte er an die Universität Göttingen zurück. August von Kaufmann nahm an den Befreiungskriegen teil und war Teilnehmer der Schlacht von Waterloo 1815. Er trat sodann in den Verwaltungsdienst des Königreichs Hannover ein und war als Amtsassessor in der Zeit von 1818 bis 1839 in Steyerberg, Stolzenau, Celle und Gifhorn tätig. 1840 wurde er in Gifhorn zum Amtmann befördert. August von Kaufmann wurde hannoverscher Oberamtmann des Amtes Steuerwald bei Hildesheim und übernahm als solcher 1842 das Amt Medingen in der Landdrostei Lüneburg.
Sein älterer Bruder Christoph Ludwig Dietrich von Kaufmann (1788–1867) wurde ebenfalls hannoverscher Verwaltungsjurist und Erster Beamter in Hameln. Von den jüngeren Brüdern wurde Georg Christian Hermann (1794–1869) Geheimer Medizinalrat und Leibarzt der Königin in Hannover und Adolf Georg Otto von Kaufmann († 1848) ebenfalls Verwaltungsjurist.